# Ceryx basalis
Ceryx basalis là một loài bướm đêm thuộc phân họ Arctiinae, họ Erebidae.